# Kilrush
Kilrush (en irlandès Cill Rois o "església del bosc") és una ciutat d'Irlanda, al comtat de Clare, a la província de Munster. Es troba a la costa vora la desembocadura del riu Shannon. És considerada patrimoni històric d'Irlanda.
El 2013 va acollir les commemoracions per la Gran Fam Irlandesa,. ja que fou molt sentida ací. Posteriorment unes 20.000 persones patiren eviccions de la terra de part dels Vandeleur. Al poble hi ha una gaelscoil anomenada Gaelscoil Ui Choimin.

## Personatges il·lustres
- Colm de Bhailís, escriptor en gaèlic

## Agermanaments
- Plouzané (Plouzane)